# Ethiopian Reporter
Ethiopian Reporter (également appelé The Reporter) est un journal privé bihebdomadaire éthiopien publié en amharique et en anglais. Fondé en 1995, il appartient à la société Media Communication Centre et est basé à Addis-Abeba.